# Eschach (Neckar)
| Zuläufe und Bauwerke \| Eschach \| Eschach \| Eschach \| Eschach \| Eschach \| \| ------- \| ---------------------------- \| ------- \| ------------------------ \| ------- \| \| Legende \| \| \| \| \| \| \| \| \| \| \| \| \| Bannmoosgraben \| \| \| \| \| \| Lange Bruck \| \| \| \| \| \| Seltenbach \| \| \| \| \| \| Heiligenbronn \| \| \| \| \| \| L419 \| \| L419 \| \| \| \| Weiherbach \| \| \| \| \| \| Seedorf \| \| Seedorf \| \| \| \| Heiligenbronner Straße \| \| Heiligenbronner Straße \| \| \| \| Weilerbach \| \| \| \| \| \| K5529 \| \| K5529 \| \| \| \| \| \| \| \| \| \| Zundelwäldlegraben \| \| \| \| \| \| Aitenbach \| \| \| \| \| \| \| \| Steppengraben \| \| \| \| \| \| \| \| \| \| B462 \| \| B462 \| \| \| \| \| \| \| \| \| \| \| \| \| \| \| \| Kimmichgraben \| \| \| \| \| \| \| \| \| \| \| \| Dunningen \| \| Dunningen \| \| \| \| Müllersteich \| \| \| \| \| \| K5547 \| \| K5547 \| \| \| \| Haselbach \| \| \| \| \| \| \| \| \| \| \| \| Heckenweiherbach \| \| \| \| \| \| Locherhofer Straße \| \| Locherhofer Straße \| \| \| \| \| \| \| \| \| \| \| \| \| \| \| \| \| \| \| \| \| \| \| \| \| \| \| \| Bärenwiesen \| \| \| \| \| \| Holderbrunnen \| \| \| \| \| \| Lackendorf \| \| Lackendorf \| \| \| \| Eschbronner Straße \| \| Eschbronner Straße \| \| \| \| \| \| Mühlkanal Burgbacher \| \| \| \| \| \| \| \| \| \| \| \| \| \| \| \| \| \| \| \| \| \| \| \| \| \| \| \| Stetten ob Rottweil \| \| Stetten ob Rottweil \| \| \| \| \| \| \| \| \| \| K5547 \| \| K5547 \| \| \| \| \| \| \| \| \| \| \| \| Triebwerkskanal \| \| \| \| Flözlingen \| \| Flözlingen \| \| \| \| \| \| \| \| \| \| K5547 \| \| K5547 \| \| \| \| \| \| \| \| \| \| \| \| \| \| \| \| \| \| Sulzbach \| \| \| \| Horgen \| \| Horgen \| \| \| \| Teufenstraße \| \| Teufenstraße \| \| \| \| Fischbach (Badische Eschach) \| \| \| \| \| \| L423 \| \| L423 \| \| \| \| \| \| Mühlkanal \| \| \| \| \| \| \| \| \| \| \| \| \| \| \| \| \| \| \| \| \| \| A81 \| \| A81 \| \| \| \| Mühlgraben \| \| \| \| \| \| \| \| \| \| \| \| Unterrotenstein \| \| \| \| \| \| Sailersbach \| \| \| \| \| \| \| \| \| \| \| \| \| \| \| \| \| \| \| \| Lausenhärdtles Graben \| \| \| \| Bühlingen \| \| Bühlingen \| \| \| \| \| \| Triebwerkskanal Bechtold \| \| \| \| K5542 \| \| K5542 \| \| \| \| \| \| \| \| \| \| \| \| \| \| \| Neckar \| \| \| \| \| |                              |  |                          |  |
| Eschach |                              |  |                          |  |
| Legende |                              |  |                          |  |
| |                              |  |                          |  |
| | Bannmoosgraben               |  |                          |  |
| | Lange Bruck                  |  |                          |  |
| | Seltenbach                   |  |                          |  |
| | Heiligenbronn                |  |                          |  |
| | L419                         |  | L419                     |  |
| | Weiherbach                   |  |                          |  |
| | Seedorf                      |  | Seedorf                  |  |
| | Heiligenbronner Straße       |  | Heiligenbronner Straße   |  |
| | Weilerbach                   |  |                          |  |
| | K5529                        |  | K5529                    |  |
| |                              |  |                          |  |
| | Zundelwäldlegraben           |  |                          |  |
| | Aitenbach                    |  |                          |  |
| |                              |  | Steppengraben            |  |
| |                              |  |                          |  |
| | B462                         |  | B462                     |  |
| |                              |  |                          |  |
| |                              |  |                          |  |
| | Kimmichgraben                |  |                          |  |
| |                              |  |                          |  |
| | Dunningen                    |  | Dunningen                |  |
| | Müllersteich                 |  |                          |  |
| | K5547                        |  | K5547                    |  |
| | Haselbach                    |  |                          |  |
| |                              |  |                          |  |
| | Heckenweiherbach             |  |                          |  |
| | Locherhofer Straße           |  | Locherhofer Straße       |  |
| |                              |  |                          |  |
| |                              |  |                          |  |
| |                              |  |                          |  |
| |                              |  |                          |  |
| | Bärenwiesen                  |  |                          |  |
| | Holderbrunnen                |  |                          |  |
| | Lackendorf                   |  | Lackendorf               |  |
| | Eschbronner Straße           |  | Eschbronner Straße       |  |
| |                              |  | Mühlkanal Burgbacher     |  |
| |                              |  |                          |  |
| |                              |  |                          |  |
| |                              |  |                          |  |
| |                              |  |                          |  |
| | Stetten ob Rottweil          |  | Stetten ob Rottweil      |  |
| |                              |  |                          |  |
| | K5547                        |  | K5547                    |  |
| |                              |  |                          |  |
| |                              |  | Triebwerkskanal          |  |
| | Flözlingen                   |  | Flözlingen               |  |
| |                              |  |                          |  |
| | K5547                        |  | K5547                    |  |
| |                              |  |                          |  |
| |                              |  |                          |  |
| |                              |  | Sulzbach                 |  |
| | Horgen                       |  | Horgen                   |  |
| | Teufenstraße                 |  | Teufenstraße             |  |
| | Fischbach (Badische Eschach) |  |                          |  |
| | L423                         |  | L423                     |  |
| |                              |  | Mühlkanal                |  |
| |                              |  |                          |  |
| |                              |  |                          |  |
| |                              |  |                          |  |
| | A81                          |  | A81                      |  |
| | Mühlgraben                   |  |                          |  |
| |                              |  |                          |  |
| | Unterrotenstein              |  |                          |  |
| | Sailersbach                  |  |                          |  |
| |                              |  |                          |  |
| |                              |  |                          |  |
| |                              |  | Lausenhärdtles Graben    |  |
| | Bühlingen                    |  | Bühlingen                |  |
| |                              |  | Triebwerkskanal Bechtold |  |
| | K5542                        |  | K5542                    |  |
| |                              |  |                          |  |
| |                              |  |                          |  |
| Neckar |                              |  |                          |  |

Die Eschach ist ein linker Nebenfluss des oberen Neckars in Baden-Württemberg. Ihr rund 210 km² großes Einzugsgebiet liegt im Bereich der Ostabdachung des mittleren Schwarzwalds zwischen den Tälern von Schiltach, Brigach und Neckar. Der knapp 38 Kilometer lange Fluss hat ein Gefälle von etwa 130 Metern. Die Eschach besitzt zwei Quellflüsse: die größere Badische Eschach und die längere Württembergische Eschach.

## Geographie

### Quellflüsse
Die Eschach entsteht aus zwei Quellgewässern. Das längere ist hydrografisch als ihr Oberlauf klassifiziert, das deutlich wasserreichere als dessen dritter wichtiger Zulauf.

#### Nördlicher Quellfluss
Der längste Fließweg beginnt heute als Eschach (ohne Namenszusatz), nach älterer Benennung als Württembergische Eschach oder auch Horgener Eschach. Er entspringt bei dem Gehöft Heimliswald in der Gemarkung des Ortsteils Rötenberg von Aichhalden auf 699 m ü. NHN und fließt zunächst in südöstlicher Richtung. Nachdem die Eschach den Flugplatz Winzeln-Schramberg westlich begrenzt hat – das Gemeindegebiet von Fluorn-Winzeln grenzt dort ans linke Ufer – wird sie bei km 3,258 ihres Laufs von rechts vom Bannmoosgraben gespeist. Bei km 4,7 kommt ebenfalls von rechts der Seltenbach, bevor sie am nordöstlichen Ortsrand des Schramberger Heiligenbronn entlangläuft. Der Mollenmoosgraben fließt ihr bei km 6,13 zu. Bei km 8,1 erreicht sie am Kehrpunkt einer Schlinge nach Osten die Dorfmitte von Seedorf in der Gemeinde Dunningen, nach welcher sie nach Süden weiterfließt.
Bei km 11,47 mündet von rechts der Eberbach, auch Aitenbach genannt. Kurz danach unterquert sie die B 462 und erreicht dann Dunningen selbst, das fast zur Gänze links des Flusses liegt. Nachdem sie sich um mehrere Hügel geschlängelt hat, fließt sie auf ihrem 20. Kilometer an Lackendorf entlang. In dem nun ausgebildeten Tal passiert sie dann die Dörfer Stetten ob Rottweil und Flözlingen der Gemeinde Zimmern ob Rottweil. In deren letztem Taldorf Horgen schließlich mündet bei km 26,57 von rechts der Fischbach.

#### Eschbach und Fischbach
Der an jeder Einmündung jeweils wasserreichste Fließweg (hydrologisch der Hauptstrang eines Flusssystems) erreicht mit dem Fischbach die Eschach. Seine ergiebigsten Quellflüsse sind der Eschbach und der Glasbach, die sich mit anderen Gewässern zum Fischbach vereinigen.
Der Eschbach wird bei km 1,85 vom 3,5 km langen Birkenmoosgraben erreicht, in der Ortslage Eschbronn-Mariazell. Bei km 4,7 vereinigt er sich mit dem von rechts kommenden Reutenbach zum Hinterbach, dieser bei km 5,46 mit dem Mittelbach zum Eschbach. Bei km 7,46 trifft dieser im Ort Fischbach auf den von rechts kommenden wasserreicheren Glasbach. Hiermit beginnt der Fischbach genannte Flussabschnitt. Bei km 11,76 ab der Quelle des Eschbaches fließt dieser Fischbach mit der Badischen Eschach zusammen. Da diese der schwächere und mit 13,9 km auch gegenüber dem bis hierher 16,8 km messenden Hauptstrang auch etwas kürzere Partner ist, wird heutzutage der Name Fischbach bis zum Zusammenfluss mit der Württembergischen Eschach in Horgen beibehalten.
Im Talhang nördlich des Fischbaches liegen die Ruinen eines römischen Gutshofes und eines römischen Bades.

### Verlauf

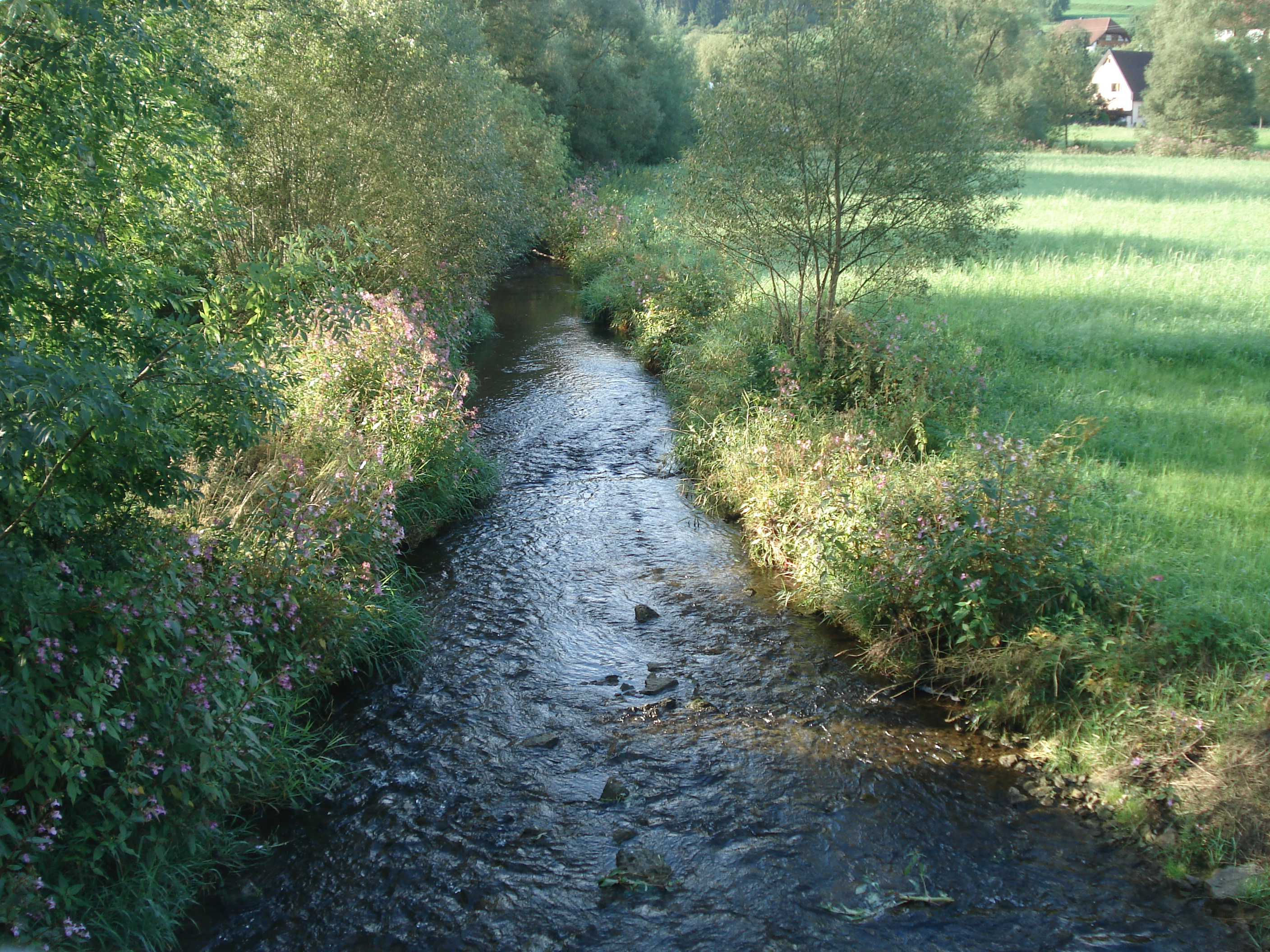
Die Württembergische Eschach in Horgen
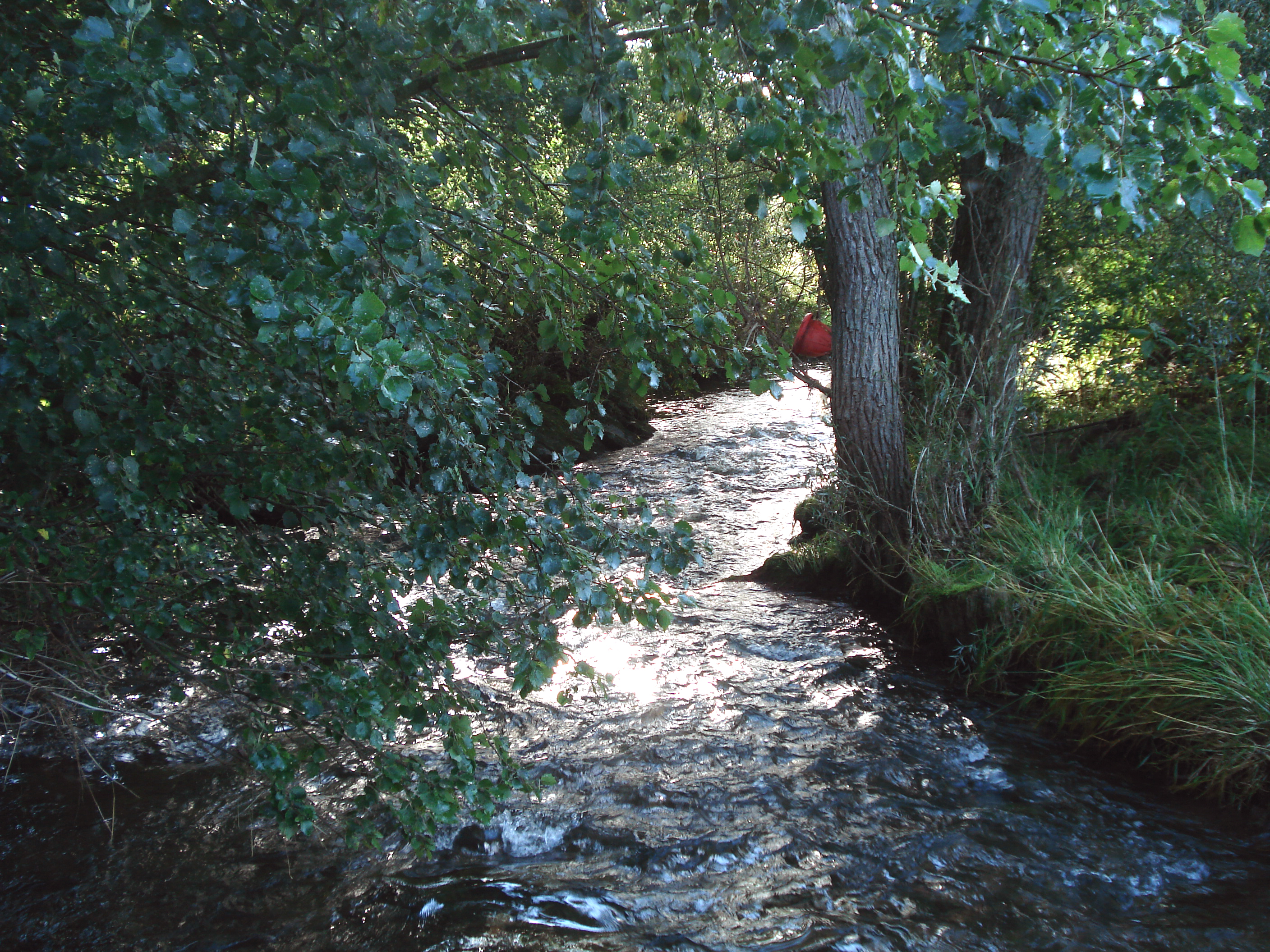
Der Fischbach (Badische Eschach) in Horgen
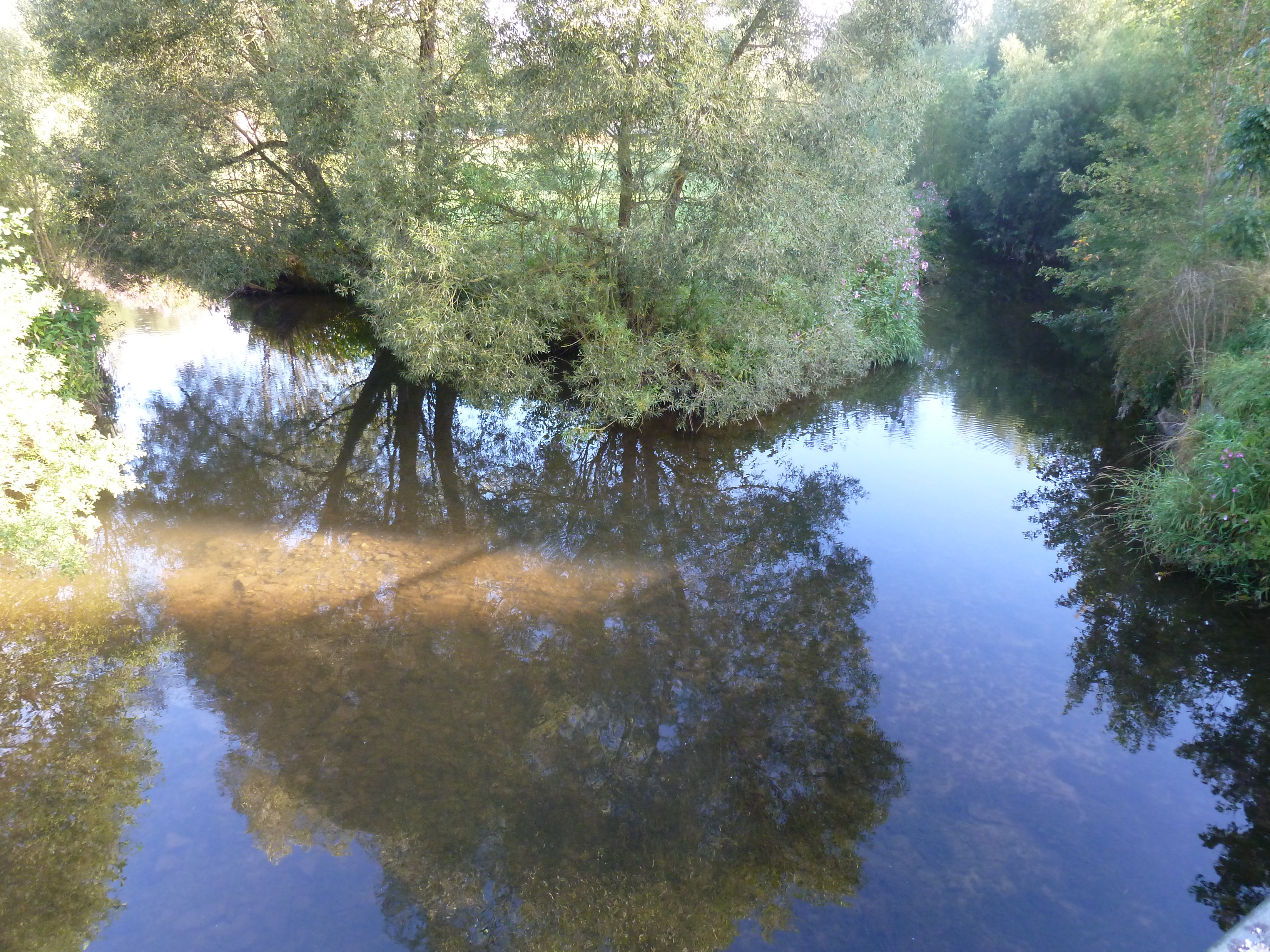
Zusammenfluss von Badischer (links) und Württembergischer Eschach (rechts)
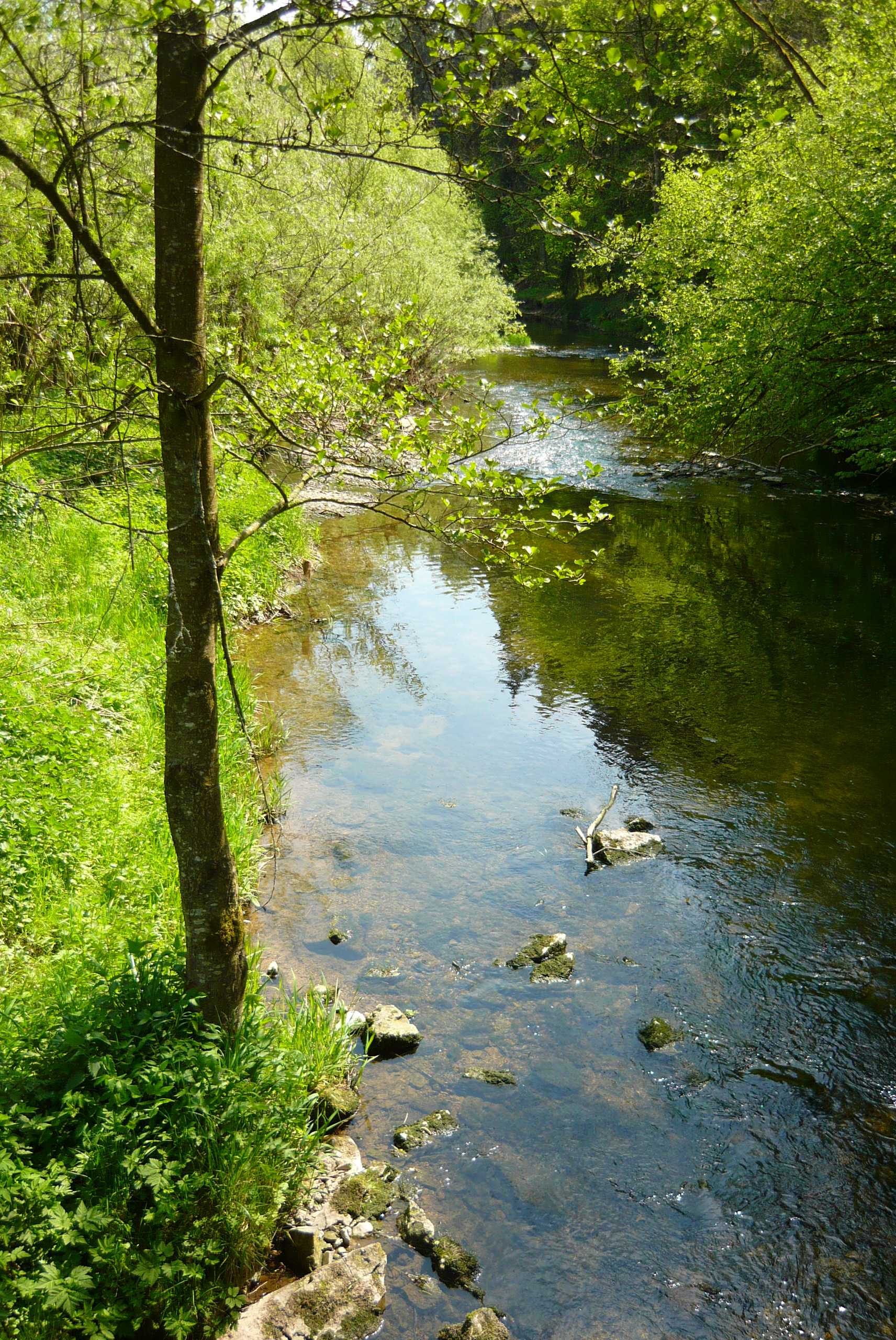
Die Eschach unterhalb der Burgruine Wildenstein
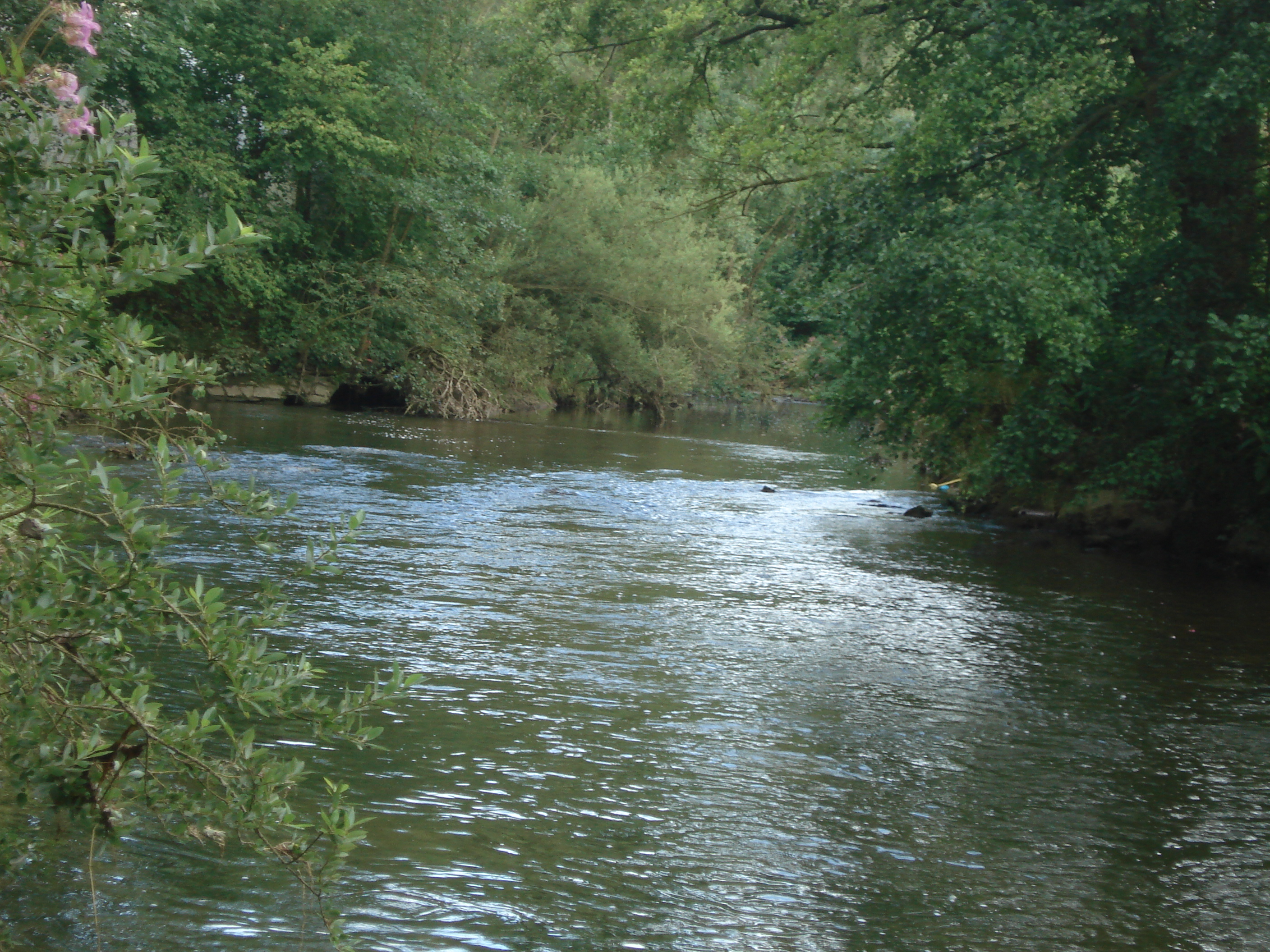
Mündung der Eschach (hinten rechts) in den Neckar (von hinten links nach vorne)

Nach dem Zusammenfluss von Eschach und Fischbach, nach älterer Lesart von Württembergischer und Badischer Eschach, durchfließt das nun stattliche Flüsschen ein teilweise enges Tal mit Muschelkalk-Felswänden an den Prallhängen, ein beliebtes Wandergebiet.
Bei Rottweil-Bühlingen vereinigt sich die Eschach mit dem Neckar. Der Zusammenfluss verwandelt den Neckar von einem Bach in einen kleinen Fluss. An diesem Punkt ist der Lauf der Eschach fast doppelt so lang wie der des Neckars, und ihr Einzugsgebiet, wie auch ihre Wasserführung, sind etwa dreimal so groß. Dennoch gilt der Neckar, der seine Fließrichtung beibehält, als Hauptfluss. Der hydrologische Hauptquellast des Neckarsystems ist jedoch der am Brogen entspringende Glasbach (Glasbach→Fischbach→Badische Eschach→Eschach).
Einst floss die Eschach über ihre jetzige Mündung hinaus weiter nach Südosten. Dieser Ureschach genannte Fluss mündete beim heutigen Tuttlingen in die damalige Aare-Donau.

### Zuflüsse
Hierarchische Liste, jeweils vom Ursprung zur Mündung. Abschnittsnamen nach heutiger Konvention. Auswahl.
- Württembergischen Eschach, (linker Oberlauf)
  - Bannmoosgraben (rechts)
  - Seltenbach (rechts)
  - Weiherbach (rechts)
  - Weilergraben (rechts)
  - Zundelwäldlegraben (rechts)
  - Eberbach[8] (rechts), 4,7 km
  - Steppengraben (links)
  - Kimmichgraben (rechts)
  - (Bach vom Müllersteich) (rechts)
  - Haselbach (rechts)
  - Heckenweiherbach (rechts)
  - (Bach aus der Bärenwiesen) (links)
  - Holderbrunnen (rechts)
    - Sulzbach (links)
- Fischbach, rechter Oberlauf, fließt in Fischbach auf etwa 645 m ü. NHN aus Glasbach und Eschbach zusammen
  - Glasbach oder Vorderbach, rechter Oberlauf, 12,5 km und 26,2 km²
  - Eschbach, linker Oberlauf
  - Grabenbach, von rechts zwischen Niedereschach-Vogelsang und -Schloss Granegg
  - Badische Eschach, von rechts bei Niedereschach-Mühle
    - Krebsgräble (rechts)
    - Augenmoosbach (rechts)
    - Moosbach (rechts)
    - Bohlbächle (rechts)
    - Schorenbächle (rechts)
    - Lichtgraben (links)
    - Ammelbach (rechts)
    - Neuhauser Bächle (links)
    - Schlierbach (links)
    - Wannenbächle (rechts)
    - Langentalbächle (rechts)

  - Teufenbach, von links nach Niedereschach-Pulvermühle
- Sailersbach (rechts)
- Lausenhärdtles Graben (links)

## Naturschutz
Sowohl die Badische wie auch die Württembergische Eschach sowie die Unterläufe von Teufenbach und Fischbach sind Teil des FFH-Gebiets Baar, Eschach und Südostschwarzwald. Sie beherbergen Populationen der FFH-Arten Groppe, Bachneunauge, Bachmuschel, Steinkrebs und Biber und sind streckenweise selbst als „Fließgewässer mit flutender Wasservegetation“ geschützt. Auch die auf weiten Strecken an den Ufern anzutreffenden Hochstaudenfluren und Auwaldstreifen sind als FFH-Lebensraumtypen geschützt. Auf den angrenzenden Aueflächen und Talhängen finden sich zudem noch zahlreiche weitere Lebensraumtypen.